# Municipio de Scott (condado de Franklin)
El municipio de Scott (en inglés, Scott Township) es una municipio del condado de Franklin, Iowa, Estados Unidos. Según el censo de 2020, tiene una población de 334 habitantes.

## Geografía
Está ubicado en las coordenadas 42°46′55″N 93°27′31″O / 42.78194, -93.45861. Según la Oficina del Censo de los Estados Unidos, el municipio tiene una superficie total de 95,35 km², de la cual 95,32 km² corresponden a tierra firme y (0,03 %) 0,03 km² es agua.

## Demografía
Según el censo de 2020, hay 334 personas residiendo en la zona. La densidad de población es de 3,5 hab./km². El 89,22 % de los habitantes son blancos; el 0,90 % son asiáticos; el 2,99 % son de otras razas, y el 6,89 % son de una mezcla de razas. Del total de la población, el 11,98 % son hispanos o latinos de cualquier raza.